# Ligne de tramway 348/1
La ligne 348/1 est une ancienne ligne du tramway d'Ostende de la Société nationale des chemins de fer vicinaux (SNCV) qui reliait Ostende à Furnes entre 1885 et 1941.

## Histoire
13 juillet 1885 : mise en service en traction vapeur entre la gare d'Ostende-Ville (Feysplein) et Middelkerke village (nouvelle section, capital 2) ; exploitation par la Compagnie générale des chemins de fer de voie étroite (CGVE).
15 juillet 1885 : prolongement de Middelkerke à Nieuport Ville (nouvelle section, capital 2).
22 juillet 1886 : prolongement de Nieuport Ville à la gare de Furnes (nouvelle section, capital 2).
1905 : reprise de l'exploitation par le Chemin de fer électrique d'Ostende-Blankenberghe et ses extensions (CFOBE).
1927 : reprise de l'exploitation par la Société pour l'Exploitation des Lignes Vicinales d'Ostende et des Plages Belges (SELVOP).
Entre 1931 et 1933 : mise en service d'une ligne d'autobus de remplacement entre Ostende et La Panne, le tramway n'assure plus que 1 à 2 services selon la saison dans le sens Ostende - Furnes uniquement. 
1941 : suppression des lignes 7 Furnes - Coxyde, 9 Furnes - Ostdunkerque et 348 Ostende - Furnes à la suite de l'agrandissement de la base aérienne de Coxyde par l'occupant allemand qui a entrainé la suppression d'une grande partie de la route entre Coxyde Village et Furnes et le démontage des voies l'empruntant,. Les lignes 7 et 9 seront remplacées par une ligne d'autobus après-guerre, la ligne d'autobus Ostende - La Panne remplacera complètement le tramway 348.
Les voies entre Mariakerke Village et Lombardsijde Village sont démontées au cours de l'année 1951.

## Infrastructure

### Dépôts et stations
Nom : (gare) : quand le dépôt ou la station est accolé ou proche d'une gare.
Type : D : dépôt , S : station , Sf : si la station sert de gare douanière à la frontière , Sp : si la station est établie dans un bâtiment privé le plus souvent un café ou plus rarement une habitation privée.
| Illustration | Nom           | Type | Commune | Localisation                | État                | Remarques |
| ------------ | ------------- | ---- | ------- | --------------------------- | ------------------- | --------- |
|              | Furnes (gare) | D    | Furnes  | 51° 04′ 22″ N, 2° 40′ 30″ E | Hors service.       |           |
|              | Ostende       | D    | Ostende | 51° 13′ 16″ N, 2° 54′ 02″ E | En service De Lijn. |           |

## Exploitation

### Horaires
Tableaux : 348 (1931), n° de tableau partagé par les lignes 7 Furnes - Coxyde, 9 Furnes - Ostdunkerque, 21 Adinkerque - La Panne et 348 Ostende - Furnes.